# خوان اواریستو
خوان اواریستو (اسپانیایی: Juan Evaristo‎؛ ۲۰ ژوئن ۱۹۰۲ – ۸ مهٔ ۱۹۷۸) یک بازیکن فوتبال و سرمربی (فوتبال) اهل آرژانتین بود.

## تیم ملی
وی همچنین در تیم ملی فوتبال آرژانتین بازی کرده‌است.